# Henry Morley
Henry Morley (ur. 15 września 1822 w Londynie, zm. 14 maja 1894 w Carisbrooke) – pisarz angielski. 

## Życiorys
Uczęszczał do Moravian School on the Rhine. Rozpoczął także studia na King's College London. W 1839 roku uzyskał immatrykulacje na Uniwersytecie Londyńskim. W 1843 roku został członkiem Towarzystwa Aptekarskiego, a także rozpoczął praktykę lekarską. Już wtedy pisał pierwsze utwory m.in. The Comparative Excellence of Ancient and Modern Literature i Spectral Impressions.
W 1851 roku został zaproszony przez Charlesa Dickensa do współpracy w Household Words. W latach 1865–1889 wykładał na University College London, a od 1878 także na The Queen’s College w Oksfordzie.

## Wybrane publikacje
- How to make home unhealthy
- The History of Reynard the Fox
- First Sketch of English Literature
- English Literature in the Reign of Victoria